# 龚氏宗祠两牌楼及浣纱记石雕
28°17′05″N 117°59′57″E / 28.28472°N 117.99917°E
龚氏宗祠两牌楼及浣纱记石雕位于中国江西省上饶市上饶县应家乡安坑村。村内有玳公祠和叙千祠两个祠堂，两祠直线距离仅80米。玳公祠建筑面积约608平方米，叙千祠建筑面积约1018平方米。玳公祠始建于清乾隆八年，落成于乾隆十六年，叙千祠始建年代为清乾隆十二年，落成于乾隆三十七年。浣纱记石雕位于玳公祠后厅两侧，为两块长3.2长、宽1.7米、厚0.2米的大青石。东侧一块刻有《前浣纱》，西侧刻有《后浣纱》，共有画面44组，计人物240个，战马18匹，撑扇10对，案桌10张。2013年被列为第七批全国重点文物保护单位。
- 叙千祠
- 叙千祠
- 叙千祠
- 叙千祠
- 玳公祠
- 玳公祠
- 玳公祠
- 玳公祠